# Waiting for the Barbarians (roman)
Waiting for the Barbarians (Nederlands: Wachten op de barbaren) is een roman van de Zuid-Afrikaanse schrijver John Maxwell Coetzee. Het boek vertelt het verhaal over een magistraat in een grensnederzetting van een niet nader genoemd rijk die zich verzet tegen de onmenselijke manier waarop de "Barbaren", een nomadenvolk dat buiten de grenzen van het rijk leeft, worden behandeld. Ondanks de niet-gespecifieerde setting wordt de roman veelal geïnterpreteerd als een kritische allegorie voor het Zuid-Afrikaanse Apartheidsregime, dat wel vaker door Coetzee bekritiseerd werd in zijn werk.

## Verhaal
Het verhaal speelt zich af in een kleine woestijnnederzetting op de grens van een niet-gespecifieerd rijk, waarnaar verwezen wordt als "het Rijk", dat in een permanente strijd verwikkeld is met "de Barbaren", een nomadenvolk dat buiten de grenzen leeft. De Magistraat, de bestuurder van de nederzetting, geloofde altijd al dat de Barbaren veelal ten onrechte gestigmatiseerd werden, maar hield zich veelal afzijdig: zijn prioriteit was het handhaven van de rust en orde binnen de nederzetting. Op een dag krijgt hij bezoek van kolonel Joll, een hoge pief in de militaire rangen van het Rijk, die wrede foltermethoden hanteert om gevangengenomen Barbaren te ondervragen. In het Rijk heerst immers voortdurend paranoia voor een mogelijke aanval van de Barbaren. De Magistraat is echter gechoqueerd over de onmenselijke behandeling van de Barbaren. Na het vertrek van kolonel Joll ontfermt hij zich over een Barbarenmeisje dat gedeeltelijke blindheid en andere verwondingen overhield aan de folteringen, die ook al aan haar vader het leven hadden gekost. De Magistraat neemt haar in huis als meid en slaapt ook samen met haar in bed. Seks hebben ze niet; daarvoor brengt de Magistraat geregeld een bezoek aan een prostituee. 
Na enkele maanden vraagt de Magistraat het meisje of ze zou willen terugkeren naar haar volk, waarop ze toezegt. Daarop organiseert hij samen met enkele manschappen een expeditie naar het afgelegen berggebied waar de Barbaren zich in die tijd van het jaar zouden moeten schuilhouden. De reis duurt langer dan verwacht en is ook zwaarder dan de Magistraat had voorzien. Ze verliezen enkele paarden en de meegereisde soldaten zien het nut van de operatie niet in. Tijdens de reis heeft de Magistraat ook een keer seks met het meisje, iets waar hij zelf al wel maanden over twijfelde om te doen. Uiteindelijk komen ze een groep Barbaren tegen, die geen familie van het meisje zijn maar haar wel willen meenemen. De Magistraat vraagt het meisje nog een laatste keer of ze toch niet mee terug zou willen reizen, zonder succes. Samen met de soldaten keert hij terug naar de nederzetting.
Wanneer de Magistraat terugkeert, merkt hij dat kolonel Joll aanwezig is met het leger om een grootschalige aanval op de Barbaren voor te bereiden. Ook wordt hij berispt door Joll en onderofficier Mandel vanwege zijn niet-geautoriseerde reis naar het Barbarenterritorium. Hij wordt opgesloten op verdenking van landverraad en is het slachtoffer van foltering en publieke vernedering. De inwoners hebben geen medelijden met hem: zijn reputatie heeft te lijden onder de eerdere beschuldigingen en zijn bezoekjes aan de prostituee. Na zijn vrijlating leeft hij als een zwerver en herwint hij enige sympathie van mensen die zijn kant van het verhaal willen horen. Mai, een vrouw met wie de Magistraat jaren eerder een relatie had, voorziet hem van voedsel en ze slapen ook samen. Wanneer de winter bijna aanbreekt, wordt duidelijk dat het offensief tegen de Barbaren aan het mislukken is. Kolonel Joll verlaat het gebied samen met zijn soldaten, die eerst nog alle winkels plunderen. Ook een groot deel van de bevolking verlaat de nederzetting, wetende dat die nu niet meer verdedigd is en binnenkort wellicht veroverd zal worden door de Barbaren. De Magistraat blijf echter, samen met enkele anderen, die hij ervan probeert te overtuigen hun leven te leiden en zich voor te bereiden op de winter. Bij het vallen van de eerste sneeuw is er nog altijd geen spoor van de Barbaren.

## Personages
- De Magistraat: een oudere man die al zo'n dertig jaar aan het hoofd staat van de nederzetting. Onder zijn bewind is het veelal vredig in het stadje, totdat hij geconfronteerd wordt met de wrede werkwijzen van kolonel Joll. Zijn medelijden met de fel gestigmatiseerde Barbaren wordt bestraft, maar hij herneemt zijn positie wanneer de nederzetting grotendeels verlaten is.
- Het Barbarenmeisje: een meisje dat gevangengenomen werd door kolonel Joll en deels blind werd door diens gewelddadige ondervragingsmethoden. Ze verloor ook haar vader door toedoen van Joll. Ze wordt in huis genomen door de Magistraat, die haar nadien terugbrengt naar haar volk.
- Kolonel Joll: een ondervragingsexpert die de Magistraat choqueert met zijn wrede foltermethoden. Hij leidt het grote offensief tegen de Barbaren, maar wordt gedwongen zich terug te trekken.

- Onderofficier Mandel: neemt het bestuur van de nederzetting op zich na de opsluiting van de Magistraat, wie hij vernedert. Hij is vooral bezorgd om zijn status onder de soldaten en houdt hen dan ook niet tegen wanneer ze plunderen.

- Mai: kokkin in de herberg. Ze had ooit een relatie met de Magistraat en zorgt ook voor hem wanneer hij in diskrediet komt door zijn vermeende misdaden.
- De Barbaren: een nomadenvolk dat in de woestijn leefde voordat dat gebied gekoloniseerd werd door het Rijk. Sindsdien leven ze voornamelijk in de afgelegen bergen. Ze zijn sterk gestigmatiseerd door het Rijk en worden als een grote bedreiging beschouwd, hoewel ze nooit zelf aanvallen.

## Ontvangst
Het boek werd algemeen positief ontvangen en betekende de wereldwijde doorbraak van Coetzee als auteur. Waiting for the Barbarians geldt als één van zijn belangrijkste werken en speelde dus ook een belangrijke rol in de toekenning van de Nobelprijs voor Literatuur aan Coetzee in 2003. Het boek werd in 1982 genomineerd voor de Philip K. Dick Award en werd door Penguin Books opgenomen in de lijst Great Books of the 20th Century.
Ondanks de niet-gespecifieerde setting en het gebruik van veelal generische namen wordt het boek door velen geïnterpreteerd als een kritische weergave van het Apartheidsregime in Zuid-Afrika, een motief dat een belangrijke rol speelt in een groot deel van Coetzees oeuvre.
In 2005 verscheen een op het boek gebaseerde opera met door Philip Glass gecomponeerde muziek. In 2019 verscheen een filmbewerking van Waiting for the Barbarians met Mark Rylance, Johnny Depp en Robert Pattinson in de hoofdrollen.